# Louis François Clairville
Louis-François-Marie Nicolaïe detto Clairville (Lione, 28 gennaio 1811 – Parigi, 8 febbraio 1879) è stato un poeta e drammaturgo francese.
Clairville era padre del compositore Édouard-François Nicolaïe detto Clairville fils (1854-1904) e zio del drammaturgo e librettista Charles-Victor Nicolaïe detto Charles Clairville (1855-1927).

## Biografia

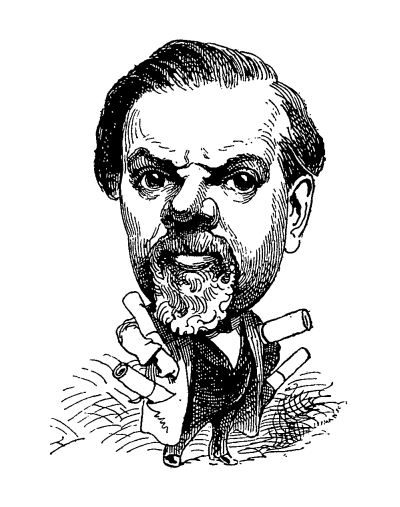
Caricatura di Clairville apparsa su Le Trombinosocope di Touchatout nel 1874.

Figlio di Alexandre-Henri Nicolaïe detto Clairville, artista drammatico e direttore del teatro di Lione, Louis-François debuttò a Parigi al théâtre du Luxembourg come attore, poi come direttore, e, infine, come autore di testi drammatici. Rappresentò una quarantina di testi. In seguito, dimostrò il suo talento come drammaturgo al théâtre de l’Ambigu-Comique, al Boulevard du Temple. Ebbe grande fortuna grazie alla sua fantasia sfrenata, alla facilità di versificazione e alla sua costante ricerca della perfezione. In primo luogo ideò una rivista intitolata 1836 dans la lune, il cui successo lo lancerà nel mondo del teatro. Successivamente, i suoi testi furono rappresentati in vari piccoli teatri di Parigi.
La sua produzione fu vastissima tanto da contare almeno 230 testi teatrali. Grazie alla sua prolificità come drammaturgo è considerato l'"Alexandre Dumas del vaudeville".
Collaborò anche con altri autori per tutti i tipi di spettacoli, tra cui i librettisti con i quali produsse opere comiche, oggi chiamate operette.
Clairville fu membro attivo della quatrième Société du Caveau, celebre goguette, di cui fu presidente nel 1871.
Nel 1853 pubblicò poesie e canzoni. Ricevette la Croce di Cavaliere della Legion d'Onore nel 1857.
Fu un fermo oppositore della Comune di Parigi, contro la quale scrisse Les Deux Canailles nel 1870 mentre l'anno dopo scriverà L'Internationale, dove immagina la Seconda Internazionale come un gruppo di furfanti, e La Commune, dove immagina il massacro dei membri della Comune.
Clairville morì l'8 febbraio 1879 a seguito di una infiammazione al torace.

## Opere
Il considerevole numero di opere scritte da Clairville (oltre 600 di cui 450 pubblicate) non permette di comporre l'elenco completo delle opere. Di seguito, sono riportati solo i testi scritti in collaborazione con i più importanti drammaturghi e librettisti del suo tempo.
- 1840: La Journée aux éventails, vaudeville in 2 atti, con Emmanuel Théaulon
- 1841: Une veuve de la grande armée, vaudeville in 4 atti con Théaulon e Armand d'Artois;[1]
- 1843 : Les Hures-Graves con Dumanoir e Alfred Delacour
- 1844: Le Carlin de la marquise, vaudeville in 2 atti, con Ernest Jaime;
- 1845 : Les Pommes de terre malades con Dumanoir
- 1845 : Le Petit Poucet con Dumanoir
- 1846 : Gentil-Bernard ou l'Art d'aimer con Dumanoir
- 1846 : Colombe et Perdreau con Jules Cordier
- 1846 : La Femme électrique con Jules Cordier
- 1847 : Éther, Magnétisme et Hatchis con Jules Cordier
- 1847 : Léonard le perruquier con Dumanoir
- 1848 : La propriété, c'est le vol con Jules Cordier
- 1848 : L'Avenir dans le passé ou les Succès au paradis con Jules Cordier
- 1848 : Le Club des maris ou le Club des femmes con Jules Cordier
- 1848 : Les Parades de nos pères con Dumanoir e Jules Cordier
- 1848 : Les Lampions de la veille et les Lanternes du lendemain con Dumanoir
- 1849 : Les Marraines de l'an III con Dumanoir
- 1849 : Exposition des produits de la République con Eugène Labiche e Dumanoir
- 1850 : Lully ou les Petits Violons de Mademoiselle con Dumanoir
- 1850 : Le Bourgeois de Paris ou les Leçons au pouvoir con Dumanoir e Jules Cordier
- 1852 : Les Coulisses de la vie con Dumanoir
- 1852 : La Femme aux œufs d'or con Dumanoir
- 1853 : Les Folies dramatiques con Dumanoir
- 1854: Le Muletier de Tolède, opéra-comique in 3 atti, con Adolphe d'Ennery, musica di Adolphe-Charles Adam;
- 1854: La Corde sensible, vaudeville in un atto, con Jaime e Lambert Thiboust;
- 1857: Le marquis d'Argentcourt, commedia-vaudeville in 3 atti, con Delaporte e Charles Dupeuty;
- 1858 : Turlututu chapeau pointu con Edouard Martin e Albert Monnier, musica di Léon Bovery
- 1860 : La Fille du Diable con Paul Siraudin e Lambert-Thiboust
- 1860 : Daphnis et Chloé con Jules Cordier, musica di Jacques Offenbach
- 1863 : Peau d'âne, 4 atti e 20 tavole, con Louis-Émile Vanderburch e Laurencin, musica di Léon Fossey, théâtre de la Gaîté (14 agosto)
- 1864 : La Revue pour rien ou Roland à Ronge-Veau, con Paul Siraudin e Ernest Blum, musica d'Hervé
- 1869 : Le Mot de la fin con Paul Siraudin
- 1869 : Paris-Revue con Paul Siraudin e William Busnach
- 1872 : La revue n'est pas au coin du quai con Paul Siraudin e Victor Koning
- 1872 : Héloïse et Abélard con William Busnach, musica d'Henry Litolff
- 1872 : La fille de Madame Angot con Paul Siraudin e Victor Koning, musica di Charles Lecocq
- 1873 : Les Cent Vierges musica di Charles Lecocq
- 1874 : La Belle au bois dormant, musica d'Henry Litolff
- 1877 : Le campane di Corneville con Charles Gabet, musica di Robert Planquette